# Nangeville
Nangeville település Franciaországban, Loiret megyében. Lakosainak száma 114 fő (2018. január 1.). Nangeville Mainvilliers, Orveau-Bellesauve, Boigneville, Brouy és Champmotteux községekkel határos.

## Népesség
A település népességének változása:
| Lakosok száma | 130  | 128  | 95   | 88   | 101  | 117  | 116  | 113  | 119  | 114  |
|               | 1962 | 1968 | 1982 | 1990 | 1999 | 2008 | 2011 | 2013 | 2017 | 2018 |